# Famille von Matuschka
 (septembre 2024).
La famille von Matuschka est une famille de la noblesse de la province de Silésie qui reçut le titre de comte du roi de Prusse.

## Personnalités
Parmi ses membres, l'on peut distinguer :
- le comte Hugo von Matuschka-Greiffenclau (de) (1822-1898), propriétaire de vignobles et homme politique prussien
- le comte Guido von Matuschka-Greiffenclau (de) (1822-1898), homme politique allemand
- le comte Guido von Matuschka (de) (1849-1935), général prussien
- le comte Franz von Matuschka (de) (1859-1943), député du Reichstag
- le comte Eberhard von Matuschka (1870-1920) qui épouse en 1897 Élisabeth von Hohenau (1879-1956), fille du comte Wilhelm von Hohenau et petite-fille du prince Albert de Prusse
- le comte Hans von Matuschka (de) (1885-1968), homme politique allemand
- le comte Michael von Matuschka (1888-1944), haut fonctionnaire et homme politique allemand, pendu à la suite de l'attentat contre Hitler
- le comte Richard von Matuschka-Greiffenclau (de) (1893-1975), homme politique allemand, propriétaire du château viticole de Vollrads